# Olšany (district de Jihlava)
Pour les articles homonymes, voir Olšany.
Olšany (en allemand : Wolschan) est une commune du district de Jihlava, dans la région de Vysočina, en République tchèque. Sa population s'élevait à 75 habitants en 2020.

## Géographie
Hodice se trouve à 9 km à l'est de Telč, à 24 km au sud de Jihlava et à 129 km au sud-est de Prague.
La commune est limitée par Urbanov et Nevcehle au nord, par Stará Říše à l'est et au sud-est, par Vápovice au sud, et par Dyjice et Ořechov à l'ouest.

## Histoire
La première mention écrite de la localité date de 1257.

## Transports
Par la route, Olšany se trouve à 9 km de Telč, à 28,5 km de Jihlava et à 159 km de Prague.